# Santa Fe (Chile)
Santa Fe es una localidad situada en la comuna de Los Ángeles. También por esta villa se puede llegar más rápido a la comuna de Laja, ubicada a unos 10 kilómetros al norte.
La localidad tuvo como hito principal su estación de ferrocarriles, la cual fue un importante ramal ferroviario que unía Los Ángeles con la Línea Central de Ferrocarril próxima a la margen del norte o derecha del Bio-Bio a corta distancia más abajo de la confluencia de este río y el Vergara, quedando a 28 kilómetros al S. de la estación de San Rosendo y 20 al O. de la ciudad de Los Ángeles. 
Tiene una oficina de correos y sus alrededores son los quebrados y llenos de bosque, tomando el título del fuerte que en el mismo existió. Construyose este hacia el año 1670 como a tres kilómetros de la indicada margen del Bio-Bio, y se correspondía con el primitivo fortín de Nacimiento que se hallaba sobre la misma orilla, destruidos uno y otro en el alzamiento de los mapuches de 1723, el de Santa Fe se restableció en 1727 y se asentó junto a él una misión que fue intitulada San Juan Nepomuceno de Santa Fe, la cual contuvo una pequeña iglesia un corto centro de naturales pacíficos.

## Actualidad
Cuenta con una población de 4.300 habitantes aproximadamente. Existen como centros públicos la delegación Municipal de Los Ángeles y la Biblioteca periférica de Santa Fe, en calle O'Higgins S/N. atendiendo lunes a viernes desde las 09:00 hasta las 18:00 horas.
Cuenta con CENTRO DE SALUD FAMILIAR "CESFAM Intercultural de Santa fe". Director Don Mauricio Belmar Polanco.
La población de personas mayores (+60 años) cuenta con oferta programática: Programa más adultos mayores autovalentes, cuenta con talleres grupales de personas mayores a cargo de una dupla profesional Fonoaudióloga-Kinesióloga para intervenir a los usuarios de acuerdo a sus necesidades y previa evaluación por parte de la dupla, para quienes cumplan con los requisitos de ingreso al programa (ser mayor de 60 años y estar inscrito en CESFAM Santa fe).